# Faramea pedicellaris
Faramea pedicellaris är en måreväxtart som beskrevs av Johannes Müller Argoviensis. Faramea pedicellaris ingår i släktet Faramea och familjen måreväxter. Inga underarter finns listade i Catalogue of Life.